# إينيتا كومينغي
إينيتا كومينغي (بالإنجليزية: Enaeta cumingii) هو نوع من القواقع البحرية ينتمي إلى عائلة فولفوتيداي (Volutidae). تعيش هذه الأنواع من الرخويات في المياه البحرية قبالة سواحل البرازيل، وتُعتبر من الأنواع النادرة نسبيًا.

## الوصف
يمتاز بصدفة بيضاوية الشكل مزخرفة بألوان جذابة تتراوح بين البني الفاتح والأبيض مع نقوش دقيقة. يصل طول الصدفة عادة إلى حوالي 15–25 ملم، وهي مطلوبة من قبل جامعي الأصداف بسبب جمالها.

## التوزيع
يوجد هذا النوع بشكل أساسي في المياه الضحلة والمعتدلة قبالة سواحل البرازيل، خصوصًا في المناطق الرملية أو القريبة من الشعاب المرجانية حيث يجد مأواه وغذاءه.

## الأهمية
رغم كونه غير ذي أهمية تجارية كبرى، فإن قوقعة إينيتا تعتبر مهمه لهواة جمع الأصداف البحرية ولأغراض الدراسات البيئية المتعلقة بالتنوع البيولوجي البحري.